# Отвязная троица
«Отвязная троица» (яп. みつどもえ Мицудомоэ) — написанная и проиллюстрированная Норио Сакураи манга, выходившая в еженедельном журнале Shonen Champion с 2006 по 2017 год. Первый танкобон был опубликован издательством Akita Shoten 9 января 2007 года. Название манги созвучно мицудомоэ — тройному закручивающемуся узору. Главными героями являются три сестры Маруи: старшая Мицуба, средняя Футаба и младшая Хитоха; сюжет рассказывает о их приключениях.
В России серия была лицензирована издательством «Палма Пресс», на русском языке были изданы первые четыре тома.
Экранизацией манги под руководством режиссёра Масахико Оты занялась студия Bridge. С июля по сентябрь 2010 года прошёл показ первого сезона адаптированного аниме-сериала. Трансляция второго, получившего название Mitsudomoe Zouryouchuu! («Zouryouchuu» — «ещё больше»), началась в январе 2011 года.

## Сюжет
Молодой учитель Сатоси Ябэ приступает к работе в шестом классе школы (класс 6-3, аналог российского 6 «В»). Спокойно заниматься своим делом ему не дают самые опасные в Японии тройняшки Маруи: «садистка» Мицуба, спортсменка Футаба и тихоня с виду, но не в душе Хитоха. Благодаря им жизнь Сатоси превращается в минное поле, где нет права на ошибку. Именно в таких условиях ему необходимо совершенствоваться как педагогу.

## Персонажи

### Семейство Маруи
- Мицуба Маруи (яп. 丸井 みつば Маруи Мицуба)[1]

Сэйю — Аяхи Такагаки
Старшая из тройняшек. Может быть охарактеризована как «юная садистка» или «стерва». В глубине души добра и заботлива как сестра и как друг. Как и Хитоха, любит животных. Хочет, чтобы ей все служили, как госпоже. Буквально всегда попадает под руку Футабы. Склонна к полноте, любит поесть, особенно чипсы. С отцом напряжённые отношения. Иногда у неё срабатывает комплекс старшей сестры, и она готова помочь Футабе и Хитохе, когда их требования не оправдываются. Плохо рисует и бегает, но хорошо слышит.
- Футаба Маруи (яп. 丸井 ふたば Маруи Футаба)[1]

Сэйю — Сатоми Акэсака
Средняя из тройняшек. Она очень энергична и всегда думает о других больше, чем о себе, хотя её восприятие мира несколько искажено. Часто зацикливается на теме женской груди, любит её рисовать и даже может определить её размер на глаз. Она обладает большой физической силой; владеет неким боевым искусством. Любит спорт. Любит трусики. Как и Хитоха, любит Рейнджеров. Единственное, что может отвлечь Футабу, — это эротический журнал. Частенько получает от Мицубы по голове. Не так сильно боится Хитоху, как другие. Очень любит своего отца.
- Хитоха Маруи (яп. 丸井 ひとは Маруи Хитоха)[1]

Сэйю — Харука Томацу
Младшая из тройняшек. Как правило, ведёт себя тихо и даже загадочно, часто выглядит мрачно. Большую часть сюжетного повествования не отрывается от книги эротического содержания. Больше других заботится о Соске́, хомяке, подаренном Сатоси Ябэ классу. Хитоха — поклонница сериала о Рейнджерах. Боится тараканов и высоты. Ей сложно общаться с другими, в начале сезона она, заикаясь, пыталась что-то выговорить, но собеседники уже скрывались из виду. Одна из её одноклассниц принимает её за экзорцистку. «Побила» Футабу своим эротическим журналом. Любит животных, завела котёнка. К отцу относится нейтрально, унаследовала от него ауру, только тёмную.
- Содзиро Маруи (яп. 丸井 草次郎 Маруи Со:дзиро:)[1]

Сэйю — Масуо Амада
Отец тройняшек. Имеет непритязательную внешность, что часто смущает его дочерей и из-за чего его часто принимают за правонарушителя. Невзлюбил Ябэ, принимает его за извращенца, пристающего к его дочерям. Есть аура, но не тёмная, а злая, глаза становятся красными, и аура заметно такого же цвета. Добрый, любит своих дочерей, особенно Футабу.

### Работники школы
- Сатоси Ябэ (яп. 矢部 智 Ябэ Сатоси)[1]

Сэйю — Хиро Симоно
Учитель, недавно устроившийся на работу в школе, руководитель класса, в котором учатся тройняшки. Он изо всех сил старается удержать ситуацию под контролем, однако из-за своего мягкого характера становится «мишенью для атак» со стороны сестёр. Подарил классу хомяка, названного Футабой Соском. Хотя это открыто не показывается, однако многим, в том числе тройняшкам, со стороны кажется, что он влюблён в школьную медсестру. Очень любит кошек.
- Айко Курияма (яп. 栗山 愛子 Курияма Айко)[1]

Сэйю — Момоко Сайто
Неуклюжая школьная медсестра, практически ничего не видящая без очков. Как и Ябэ, недавно начала работать в школе. Иногда случайно подслушивает разговоры Сатоси с классом, и нередко не поняв всю ситуацию целиком, убегает с криком «класс извращенцев!».

### Ученики школы
- Синъя Сато (яп. 佐藤 信也 Сато: Синъя)[1]

Сэйю — Юко Сампэй
Лучший ученик класса, поддерживающий дружеские отношения с Футабой и Юдаем. Он умный и добродушный, однако испытывает некоторые проблемы в общении с девочками, в том числе потому что «благодаря» его одноклассницам попадает в ситуации, где со стороны выглядит извращенцем. В одной из серий мать не пустила, даже с плохим самочувствием, Сато в дом, приняв за «извращенца» (Футаба нацепила ему трусики Мику на голову).
- Юдай Тиба (яп. 千葉 雄大 Тиба Ю:дай)[1]

Сэйю — Кадзутоми Ямамото
Друг, но в то же время вечный соперник Синъи. На переменах читает мангу и даже эротическую книгу Хитохи. «Играется» с нижним бельём своей матери.
- Мику Сугисаки (яп. 杉崎 みく Сугисаки Мику)[1]

Сэйю — Тива Сайто
Непримиримая соперница Мицубы, конфликтующая с ней по любому поводу. Есть младший брат. Её семья очень богата, отец — друг президента. Её мама — мазохистка, она любит всё необычное, у неё нездоровый интерес к Мицубе.
- Юки Ёсиока (яп. 吉岡 ゆき Ёсиока Юки)[1]

Сэйю — Аки Тоёсаки
Застенчивая девочка, чьей отличительной чертой являются каштановые волосы и густые брови. Она обожает романтические истории и мечтает о принце на белом коне. Её мама — глава родительского совета, очень любит своего мужа, всегда вместе.
- Миясита (яп. 宮下)[1]

Сэйю — Момоко Охара
Девочка высокого роста, любящая заниматься спортом. Некоторые одноклассники неправильно произносят её имя, что её и раздражает. Лучшие друзья Мияситы, по её мнению, — Мику и Хитоха.
- Сакико Мацуока (яп. 松岡 咲子 Мацуока Сакико)[1]

Сэйю — Икуми Хаяма
Приветливая девушка, помешанная на оккультных вещах и однажды принявшая Хитоху за экзорциста.

#### Поклонницы Сато
- Айри Огата (яп. 緒方 愛梨 Огата Айри)[1]

Сэйю — Минори Тихара
Наряду с Сиори и Маюми является поклонницей Сато. Фактически лидер трио. Её отношения к мальчику чересчур фанатичны — Айри, к примеру, считает за радость вдыхание воздуха, который он выдохнул, или мечтает, чтобы он попал ей мячом по лицу, что, по мнению девочки, «продлит жизнь на 10 лет». Она достаточно хорошо спортивно развита и не против сыграть в футбол с мальчишками. Её лучшая подруга и соперница — Сиори. Есть старший брат, который её очень любит и работает в полиции.
- Сиори Ито (яп. 伊藤 詩織 Ито: Сиори)[1]

Сэйю — Аки Тоёсаки
Девочка со светло-каштановыми волосами. Лучшая подруга и соперница Айри, но не прочь обмануть или украсть у неё что-нибудь из-за любви к Сато. Сама же Айри ей искренне верит.
- Маюми Като (яп. 加藤 真由美 Като: Маюми)[1]

Сэйю — Ая Утида
Самая высокая из троицы, девочка с «конским» хвостом. Честная. Застала Сиори за похищением ластиков Айри, но побоялась проговориться.

### Другие
- Сосок (яп. チクビ Тикуби)[1]

Сэйю — Момоко Сайто
Бело-рыжий хомяк, подаренный Сатоси Ябэ классу 6-3. Первоначально Футаба предлагала назвать его Сиськой, однако, погладив маленький хвостик животного и найдя ощущения от этого схожими с прикосновением к соску, предложила соответствующий вариант, который в итоге и стал прозвищем хомяка.
- Кошка (яп. 猫 Нэко)

Белая кошка с зелёными глазами, найденная сестрами Маруи под мостом. Тройняшки долго подкармливали её, захотев взять себе, но Содзиро отказался. Вернувшись на место, сёстры не обнаружили котёнка. Решив, что его подобрал кто-то другой, Хитоха впала в отчаяние и дома пересыпала кошачий корм в миску и назад. Затем домой вернулся отец тройняшек с котенком. Имя кошке так и не дали.

## Особенности создания
Существует несколько вариантов перевода оригинального названия みつどもえ. Оно может означать и «три томоэ» (символ единства и борьбы трёх сил), и «насыщенное моэ» (сильное увлечение чем-либо).
В некоторых случаях Сакураи намеренно использует в манге слова, записанные путём их транслитерации латиницей, так, к примеру, слово 洟水 было записано как hanamizu; при переводе на русский язык эта задумка автора была сохранена, и соответствующее слово было обозначено как sopli.

## Медиа-издания

### Манга
Манга «Отвязная троица», написанная и проиллюстрированная женщиной-мангакой Норио Сакураи, выходит с 2006 года в сёнэн-журнале Shonen Champion. В формате танкобонов манга выпускается издательством Akita Shoten с 9 января 2007 года; по состоянию на февраль 2011 года опубликовано 11 томов.
Для выпуска на русском языке манга лицензирована издательством «Палма Пресс». «Отвязная троица» публикуется в серии Fun Manga, позиционируемой компанией как «самая смешная манга мира». Первый том вышел тиражом 5000 экземпляров 2 августа 2010 года, спустя более года после объявления о лицензировании. По сообщению на сайте издательства, все сотрудники, работавшие над книгой, «плакали от смеха». Третий том переводного издания вышел 28 июля 2011 года.
Также серия лицензирована компаниями Doki Doki во Франции и Tong Li Comics в Тайване.

#### Список томов манги
| №             | Оригинальное японское издание | Оригинальное японское издание | Издание на русском языке | Издание на русском языке |
| №             | Дата публикации               | ISBN                          | Дата публикации          | ISBN                     |
| ------------- | ----------------------------- | ----------------------------- | ------------------------ | ------------------------ |
| 1             | 9 января 2007 года            | ISBN 978-4-253-21241-0        | 2 августа 2010 года      | ISBN 978-5-91636-048-6   |
| Главы 1-19    |                               |                               |                          |                          |
| 2             | 8 июня 2007 года              | ISBN 978-4-253-21242-7        | 8 ноября 2010 года       | ISBN 978-5-91636-078-3   |
| Главы 20-39   |                               |                               |                          |                          |
| 3             | 5 октября 2007 года           | ISBN 978-4-253-21243-4        | 28 июля 2011 года        | ISBN 978-5-91636-084-4   |
| Главы 40-58   |                               |                               |                          |                          |
| 4             | 7 марта 2008 года             | ISBN 978-4-253-21244-1        |                          |                          |
| Главы 59-78   |                               |                               |                          |                          |
| 5             | 8 сентября 2008 года          | ISBN 978-4-253-21245-8        |                          |                          |
| Главы 79-97   |                               |                               |                          |                          |
| 6             | 8 декабря 2008 года           | ISBN 978-4-253-21246-5        |                          |                          |
| Главы 98-115  |                               |                               |                          |                          |
| 7             | 8 мая 2009 года               | ISBN 978-4-253-21247-2        |                          |                          |
| Главы 116-134 |                               |                               |                          |                          |
| 8             | 8 декабря 2009 года           | ISBN 978-4-253-21248-9        |                          |                          |
| Главы 135-153 |                               |                               |                          |                          |
| 9             | 8 июня 2010 года              | ISBN 978-4-253-21249-6        |                          |                          |
| Главы 154-172 |                               |                               |                          |                          |
| 10            | 8 сентября 2010 года          | ISBN 978-4-253-21250-2        |                          |                          |
| Главы 173-191 |                               |                               |                          |                          |
| 11            | 8 февраля 2011 года           | ISBN 978-4-253-21276-2        |                          |                          |
| Главы 192-211 |                               |                               |                          |                          |
| 12            | 8 сентября 2012 года          | ISBN 978-4-253-21277-9        |                          |                          |
| Главы 212-232 |                               |                               |                          |                          |

### Аниме-сериал
Впервые о производстве аниме-сериала по манге Норио Сакураи было объявлено в ноябре 2009 года в журнале Weekly Shonen Champion. В феврале 2010 года стало известно, что студией-производителем сериала является Bridge, режиссёром назначен Масахико Ота, автором сценария выступает Такаси Аосима, а дизайнером персонажей — Такахару Окума.

#### 1 сезон
| Зрительский рейтинг     | Зрительский рейтинг     | Зрительский рейтинг     |
| (на 3 января 2011 года) | (на 3 января 2011 года) | (на 3 января 2011 года) |
| ----------------------- | ----------------------- | ----------------------- |
| Сайт                    | Оценка                  | Голосов                 |
| Anime News Network      | · ссылка                | 355                     |
| AniDB                   | · ссылка                | 341                     |

Показ первого сезона аниме-сериала прошёл на телеканале CNB со 2 июля по 26 сентября 2010 года. Ретрансляцию также вели телеканалы AT-X, MBS и Tokyo MX.
На AT-X 31 декабря 2010 года был проведён повторный показ первого сезона целиком — трансляция 13 эпизодов шла 6 с половиной часов подряд.
Открывающей музыкальной композицией стала «Mittsu Kazoete Daishuugou!» (яп. みっつ数えて大集合! Митцу кадзоэтэ дайсю:го:) (в исполнении Аяхи Такагаки, Сатоми Акэсаки и Харуки Томацу — сэйю сестёр Маруи), а закрывающей — «Yume-iro no Koi» (яп. 夢色の恋 Юмэиро но кой) (в исполнении Саори Ацуми).
| 1 | The Marui Family! The Good, the Bad, and the Fearsome! (Семейка Маруи! боже, это ужасно плохо!) «Marui-ke! Yoi Ko Warui Ko Osoroshii Ko!!» (丸井家！ 良い子 悪い子 恐ろしい子！！) | 2 июля 2010 года      |
| В преподавательский состав школы входит молодой Сатоси Ябэ, но сразу сталкивается с трудностями: три сестры Маруи (Мицуба, Футаба и Хитоха) фактически являются лидерами класса и готовы в любой момент устроить драку. Часть серии разворачивается вокруг игры, которую Сатоси предложил классу — водящий, окружённый другими детьми, может назвать любую особенность и все, кто ею обладает, должны поменяться местами (к примеру, «девочки с хвостиками»), а тот, кто не успел этого сделать, становится водящим. После игры сёстры решают сблизить их учителя и Айко, медсестру школы, но не находят ничего лучше кроме как ударить того в пах (чтобы он обратился в медкабинет), что долгое время и пытаются сделать. Сатоси, обучая детей ценности жизни, дарит им для живого уголка хомячка, которого сёстры решают назвать Соском (основываясь на тактильных ощущениях от прикосновения к нему). | |                       |
| 2 | Those Three Girls Won't Stop (Безумные тройняшки) «Mitsugo ga Tomaranai» (三つ子がとまらない)                                                                                      | 9 июля 2010 года      |
| Футаба простывает и приходит в школу «вся в соплях», которые оставляет на каждом, к кому прикасается. В тот же день Сатоси отводит Мицубу в сопровождении других сестёр в медкабинет, где неуклюжая Айко умудряется разбить множество колб с анализами мочи. Одну из таких колб она принимает за бутылочку молока и, вылив себе в кофе, чуть не выпивает. В выходные дни Хитоха навещает Соска, которого Сатоси временно забрал к себе домой, при этом забираясь в квартиру учителя с помощью изготовленного на уроках труда ключа. В первый из выходных всё проходит без проблем, однако на следующий день, проснувшись, Сатоси не находит Соска в клетке. Опасаясь «мести» младшей из тройняшек, он начинает усиленно искать хомяка, и лишь когда Хитоха уже открывает дверь, ему удаётся поймать выскочившее из-под мебели животное. В то же время Футаба и Мицуба занимаются ловлей цикад. Пока первая из них, забыв про сестру, отвлекается на ловлю раков с помощью свежесодранной кожи лягушек вместе с мальчишками, под старшей из тройняшек, забравшейся высоко на дерево, ломается ветка, и та вынуждена провисеть там до вечера, боясь своим неловким телодвижением раздавить одну из цикад.                                            | |                       |
| 3 | There's lots of intruders (Множество странных людей) «Fushinsha ga Ippai» (不審者がいっぱい)                                                                                       | 16 июля 2010 года     |
| Футаба решает провести эксперимент — насколько будет летом прохладно без трусов, и предлагает Синъе Сато также снять их. Его друг, в свою очередь, просит Хитоху показать свои трусы, «чтобы познать истинный рай», но та ему отказывает. На следующий день Сатоси, озабоченный тем, что Хитоха всегда ходит домой одна, предлагает ей переговорить с одноклассницами по этому поводу, однако те, испугавшись её зловещего взгляда, просто сбегают. Вечером того же дня Сакико Мацуока, помешанная на оккультизме, принимает движения Хитохи в попытке прихлопнуть комара за обряд общения с духами. Она зовёт её в бассейн, надеясь что та «изгонит призраков», хотя младшая из тройняшек принимает это за предложение искупаться. Оступившись и попав в бассейн, Хитоха чуть не тонет, но её спасает сторож. На следующий день тройняшки, идя в бассейн сразу в купальниках, забывают дома трусы и делают предположение, что их, возможно, украли. Отец сестёр отправляется к ним с их нижним бельём в руках, но его принимают за вора и забирают в полицию. | |                       |
| 4 | Breasts, White Panties, and I (Грудь, белые трусики и я) «Chichi to Shiro-pantsu to Shousei» (乳と白パンツと小生)                                                                  | 23 июля 2010 года     |
| На уроке рисования Сатоси вызывается быть моделью для своего класса. Однако Футаба вместо портрета своего учителя нарисовала женскую грудь 4-го размера. Зашедшему в класс директору школы так нравится рисунок, что его вывешивают на стенд лучших работ. Придя на следующий день в школу, Футаба в попытке прибить летящую пчелу ломает парту и пенал Мицубы, один из трёх, которые были подарены сёстрам за несколько лет до этого. Расстроившись, Футаба разрезает свою одежду и сшивает из неё три хоть и простеньких, но новых пенала. Мицуба забирает один из них себе, однако Хитоха отказывается от этого. После школы Синъя и Юдай вместе с Футабой в доме последней пытаются выполнить домашнюю работу. После того как девочка увлекается и рисует вместо чертежа женскую грудь, она вынуждена пойти за новым листом ватмана. В это время мальчишки решают обыскать вещи сестёр и играются трусиками одной из них, Мицубы. Зайдя в комнату, тройняшки Маруи застают Синъю с трусами на голове, которые в него кинул Юдай. Таким образом мальчик опять становится «извращенцем поневоле», сомнительная репутация которого ещё больше подтверждается, когда в школе он пытается снять трусы с Футабы, нацепившей их поверх другой одежды. | |                       |
| 5 | Bra! Bra! Pig! (Лифчик! Лифчик! Свинья!) «Bura! Bura! Buta!» (ブラ！ブラ！ブタ！)                                                                                                  | 30 июля 2010 года     |
| Мицуба решает приобрести себе «взрослое» нижнее бельё, в связи с чем проходится по магазинам. На время занятости Сатоси Соска забирают себе домой сёстры Маруи. Там хомяк «влюбляется» в изображение самки своего вида на трусиках одной из тройняшек. Возвращённый в школу он «тоскует», однако после того как видит аналогичные трусики Мицубы, где изображение хомячихи растянуто до схожести со свиньёй, он снова возвращается к обычному поведению. Мицуба и Мику устраивают спор «чья грудь больше», и для оценки размера первая надевает лифчик второй и заявляет, что он ей жмёт, однако вскоре выясняется, что жмут ей не грудные чашечки, а резинка под ними из-за того, что она, по мнению Футабы, «чересчур толстая». Восприняв буквально совет Мицубы «полностью побриться», отец сестёр, Содзиро, сбривает всё, даже брови, из-за чего, вкупе с деловым костюмом, на родительском дне в школе выглядит как охранник-амбал. Выполнившие задание написать отзывы о родителях, Мицуба называет отца «лучшим папой в мире», а Футаба «грязным вонючим животным», из-за чего тот приходит в неистовство и его опять забирает полиция. | |                       |
| 6 | Hats and Underwear Go on your Head! (Нижнее бельё и шапки носить на голове!) «Boushi to Pantsu wa Kaburu tame ni Aru !?» (帽子とパンツはかぶるためにある！？)                      | 6 августа 2010 года   |
| Ночью на территории школьного стадиона Футаба тренируется вместе с отцом, который поочерёдно исполняет роли препятствия, через которое она прыгает, каната для перетягивания и держателя финишной ленточки. На следующий день проходят соревнования «лошадок» (группы из 4 девочек, составляющих соответствующую фигуру), целью которых является отбирание кепок противника. Выигрывает команда, в которой были Хитоха и Мицуба. После того, как из-за плохого самочувствия прямо во время урока Сатоси вынужденно отправляется в медпункт, вслед за ним идёт и Сакико, считающая, что его прокляли. Раздев учителя и расписав его магическими письменами, в «обряд очищения» она пытается вовлечь и Хитоху. Мицуба и Мику затевают очередные споры, основными темами которых становятся «трусики с мишкой» первой и навороченный телефон с кучей «шпионских» фото старшей Маруи второй. | |                       |
| 7 | You Can't Help what you Love!? «Gachi de Aishite Shouganai!?» (ガチで愛してしょうがない！？)                                                                                       | 15 августа 2010 года  |
| Хитоха становится поклонницей сериала по типу «Могучих Рейнджеров», но, придя в школу, стесняется говорить об этом, хотя и другие девочки, и Сатоси Ябэ также его смотрят. Футаба приносит в школу фотографию отца в молодости, чрезвычайно похожего на Сато. Девочки, влюблённые в него, пытаются похитить фото, принимая изображённого на неё Содзиро за Синъю. На следующий день Футаба по идее Тибы устраивает мини-соревнование, целью которого является узнать, увидит ли Сато её трусики. Сам мальчик пытается этого момента избежать, но уже через несколько минут по всей школе расходится слух, что та, чьё бельё он увидит, станет его девушкой. В конце серии речь опять заходит о сериале. Юки Ёсиока, помешанная на мыслях о принце на белом коне, принимает слова Хитохи о Рейнджерах за описание того, как она якобы собирает вещи и видеозаписи о Сатоси. | |                       |
| 8 | Runner (Бегунья) | 22 августа 2010 года  |
| После занятия физкультурой Мицуба и Хитоха остаются запертыми в подсобном помещении, где проводят время до вечера, пока их не освобождает завхоз. Через несколько дней Хитоха начинает ревновать из-за того, что Футаба обучила Соска прыжкам через спину без её участия. Тройняшки отправляются в квартиру Сатоси, в которой завелись полчища тараканов, и пытаются их вывести, чуть не уничтожив половину мебели. Футаба приходит на помощь потерявшемуся в супермаркете мальчику и, посадив его на свои плечи, сначала оббегает весь магазин, а потом и полгорода. В итоге их спящими на асфальте находит полицейский. | |                       |
| 9 | Santa Claus is my Eccentricity (Странноватый Санта-Клаус) «Henjin wa Santakurōsu» (変人はサンタクロース)                                                                           | 29 августа 2010 года  |
| Тиба пытается подсмотреть и даже просит её саму показать содержание книги, которую на этот раз Хитоха принесла в школу. Вопреки его эротическим ожиданиям там оказываются комиксы про Рейнджеров. В канун рождества Хитоха вынуждена изображать Санта-Клауса, дарящего подарки, перед Футабой из-за того, что их отец сильно болен. В качестве подарка средняя сестра получает силиконовую копию женской груди. Мицуба собирает коллекцию трусов с изображением животных зодиака, но одни из них уносит ветром, и она отправляется на их поиски. На льду школьного стадиона Мицуба решает сыграть против Сато и Тибы в боулинг телом Футабы. | |                       |
| 10 | We're gonna be xxxxxxx (Мы должны оставаться ×××) «XXX ni Naru» (×××になる) | 5 сентября 2010 года  |
| Хитоха и Мицуба знакомятся с надменных младшим братом Мику, Рютой. После этого сама Мику называет Мицубу «извращенкой», но та, пытаясь смягчить отношение к себе, заявляет детям, что под этим словом подразумевается «умница и красавица», из-за чего возникает множество конфузных моментов. Две сестры находят вещи Хитохи по тематике Рейнджеров, случайно ломают их и пытаются подыскать им замену. После того как Мицуба заболевает, другие девочки неумело пытаются помочь ей. | |                       |
| 11 | Things get weird in 5 seconds (Перевернуть всё за 5 секунд) «Maji de Hen Suru Go byō mae» (マジで変する５秒前)                                                                     | 12 сентября 2010 года |
| Желая похудеть, Мицуба использует в качестве вибромассажёра мобильный телефон Мику, однако вскоре девочка начинает искать его. Позже Мицуба вступает в конфликт с матерью Мику, однако выясняется, что та является мазохисткой и даже не против услышать ругань в свою сторону. В конце серии медсестра по ошибке обматывает Мицубу бинтами, из-за чего той кажется, что она была похищена и связана по рукам и ногам. | |                       |
| 12 | It Won't Reach You (До тебя не дойдёт) «Kimi ni Todokanai» (君に届かない) | 19 сентября 2010 года |
| Миясита всеми силами пытается подружиться с Хитохой, считающей, что она такая же «ненормальная», как и другие одноклассники. На уроке физкультуры проходит матч по игре «вышибала». Айри решает вызваться на футбольный матч с мальчишками, где прямо во время игры ревнует Синъю к мячу из-за слов окружающих, что «мяч для Сато как девушка». Хитоха рассказывает классу о том, что смотрит Рейнджеров, но, вопреки своим ожиданиям, получает одобрительные отклики. | |                       |
| 13 | A Day at the Marui House (День в доме Маруи) «Marui-san no Katei no Nichijou» (丸井さんの家庭の日常)                                                                               | 26 сентября 2010 года |
| Футаба заболевает, но всё равно решает идти в школу. Там она предстаёт «со зловещей аурой», затмившей даже Хитоху. Отец сестёр подбирает котёнка, которого девочки подкармливали последнее время, и разрешает оставить его дома. Однако те некоторое время думали, что котёнок пропал, и чтобы подбодрить Хитоху, Футабе пришлось самой изображать животное. Сатоси как классный руководитель обходит дома учеников. Из семьи Маруи на месте только Хитоха, которая и открывает своему учителю. Вернувшийся домой Содзиро принимает слова Сатоси о милом котёнке за домогательства до дочери и жестоко избивает Ябэ. Мицуба выигрывает 2 билета в парк развлечений, но поначалу не зная, что по одному может пройти сразу два человека, отдаёт их Хитохе и Футабе. Но к тому времени как она узнаёт об этом, две свободных места уже были забронированы Содзиро и Сато. Чтобы не огорчать девочку, отец покупает ещё один билет. | |                       |

#### 2 сезон
Ещё до окончания показа первого сезона было объявлено о производстве второго. Сообщение об этом появилось на обложке вышедшего в сентябре 2010 года десятого тома манги.
Трансляция второго сезона сериала, получившего название Mitsudomoe Zouryouchuu! (яп. みつどもえ 増量中! Мицудомоэ Дзо:рё:тю:) (Zouryouchuu! — «ещё больше») прошла с 8 января по 26 февраля 2011 года.
Открывающей музыкальной композицией стала «Waga Na wa Shougakusei» (яп. (わが名は小学生 Вага на ва сё:гакусэй) (в исполнении Аяхи Такагаки, Сатоми Акэсаки и Харуки Томацу — сэйю сестёр Маруи), а закрывающей — «Randoseling☆» (яп. ランドセリング☆ Рандосэрингу) (в исполнении певицы Номико).

## Отзывы и критика
Mitsudomoe несколько раз попадала в рейтинги самых продаваемых за неделю в Японии манг:
- в декабре 2008 года шестой том занимал 24 место[48];
- в декабре 2009 года восьмой том занимал 20 место[49];
- в июне 2010 года девятый том занимал 30 место[50].

По мнению обозревателя сайта World Art, данное произведение относится к тому жанру, «в котором детям из начальной школы приписываются весьма взрослые качества», а «из уст … 12-летней девочки несутся конструкции, достойные осакских портовых грузчиков».
Как считает обозревательница Anime News Network Бамбу Донг, произведение сложно классифицировать, что создаёт странные впечатления от просмотра. По его мнению, каждая новая шутка в Mitsudomoe «грязнее» предыдущей.
Было отмечено, что первая серия Mitsudomoe вызвала зрительский интерес и попала в рейтинг десяти аниме-новинок летнего сезона, однако впоследствии интерес аудитории к сериалу упал, и в итоге он из телевизионного рейтинга вообще исчез. После этого многие обозреватели выразили надежду, что второй сезон аниме «получится несколько лучше, чем „первый блин“».